# Maciej Choryński
Maciej Choryński herbu Abdank (zm. po 1584 roku) – burmistrz Poznania w latach 1576-1577 i 1583-1584, wielkokrotny rajca i ławnik poznański, starszy cechu krawców w latach 1563-1565 i 1569-1570.
Pochowany w kolegiacie św. Marii Magdaleny w Poznaniu.